# Eilema simplex
Eilema simplex là một loài bướm đêm thuộc phân họ Arctiinae, họ Erebidae.